# Sky (đĩa đơn của TVXQ)
Sky là đĩa đơn tiếng Nhật thứ bảy của Tohoshinki, phát hành ngày 16 tháng 8 năm 2006 bởi Rhythm Zone. Ca khúc được sử dụng làm nhạc nền cho quảng cáo Baskin Robbins và music.jp.

## Danh sách bài hát

### CD
| STT              | Nhan đề                                                                    | Phổ lời                   | Phổ nhạc         | Thời lượng |
| ---------------- | -------------------------------------------------------------------------- | ------------------------- | ---------------- | ---------- |
| 1.               | "Sky"                                                                      | H.U.B.                    | h-wonder         | 5:30       |
| 2.               | "No Pain No Gain"                                                          | H.U.B.                    | Tatta Works      | 3:52       |
| 3.               | "明日は来るから(2 FUTURE CLUB MIX)" (Asu Wa Kuru Kara (2 Future Club Mix)) | Takeshi Senoo, Mai Osanai | Takeshi Sanoo    | 5:46       |
| 4.               | "Sky (Less Vocal)"                                                         |                           |                  | 5:30       |
| 5.               | "No Pain No Gain (Less Vocal)"                                             |                           |                  | 3:52       |
| Tổng thời lượng: | Tổng thời lượng:                                                           | Tổng thời lượng:          | Tổng thời lượng: | 24:30      |

### CD+DVD

#### CD
| STT | Nhan đề                        | Phổ lời | Phổ nhạc    | Thời lượng |
| --- | ------------------------------ | ------- | ----------- | ---------- |
| 1.  | "Sky"                          | H.U.B.  | h-wonder    | 5:30       |
| 2.  | "No Pain No Gain"              | H.U.B.  | Tatta Works | 3:52       |
| 3.  | "Sky (Less Vocal)"             |         |             | 5:30       |
| 4.  | "No Pain No Gain (Less Vocal)" |         |             | 3:52       |

#### DVD
1. Sky (Music Video)
2. Offshot Movie

## Xếp hạng
| Ngày phát hành      | Oricon chart         | Thứ hạng | Số bản tiêu thụ | Chart run |
| ------------------- | -------------------- | -------- | --------------- | --------- |
| 16 tháng 8 năm 2006 | Weekly Singles Chart | 6        | 26.890          | 3 tuần    |

## Ngày phát hành
| Ngày                | Quốc gia | Định dạng                   | Nhãn đĩa           |
| ------------------- | -------- | --------------------------- | ------------------ |
| 16 tháng 8 năm 2006 | Nhật Bản | CD CD+ DVD digital download | Rhythm Zone        |
| 18 tháng 8 năm 2006 | Hàn Quốc | CD CD+ DVD digital download | S.M. Entertainment |
| 25 tháng 8 năm 2006 | Đài Loan | CD CD+ DVD digital download | Avex Taiwain       |